# Silou Huluan
Silou Huluan is een bestuurslaag in het regentschap Simalungun van de provincie Noord-Sumatra, Indonesië. Silou Huluan telt 499 inwoners (volkstelling 2010).